# Operação Nessun Dorma
A Operação Nessun Dorma (do italiano, ninguém durma) foi uma operação da Polícia Federal do Brasil, deflagrada em 21 de setembro de 2015, representando a 19.ª fase da Operação Lava Jato.

## Mandados
Foram cumpridos, pelos policiais federais, 11 mandados judiciais, sendo um de prisão temporária, um de preventiva, 7 de busca e apreensão e dois de condução coercitiva.
Os mandatos de busca e prisão preventiva são relacionados às 16.ª e 17.ª fases da operação, respectivamente, Operação Radioatividade e Operação Pixuleco, também por pagamentos de vantagens a agentes públicos previamente investigados nessas fases.

## Prisões
Foram presos na operação o executivo da Engevix, José Antunes Sobrinho e João Augusto Rezende Henriques. José Sobrinho foi preso pela Polícia Federal em casa, em Florianópolis e levado a Curitiba a tarde. João Augusto se entregou em momento posterior, chegando a Superintendência da PF em Curitiba a noite.

## Investigação
A nova fase da Lava Jato, além de investigar a Eletronuclear, investiga também a diretoria internacional da Petrobras, na gestão de Jorge Zelada, preso em Curitiba. Com base em delações premiadas e na quebra de sigilos bancários, a polícia apura o desvio de dinheiro na compra de um navio-sonda.
Para o Ministério Público Federal, o operador João Augusto Rezende Henriques teve uma participação importante no esquema. Ele recebia dinheiro de empreiteiras através de contratos de fachada operando contas ocultas no exterior.
José Antunes Sobrinho, um dos donos da Engevix, é investigado por ter pago R$ 140 milhões de propina da empresa para a Eletronuclear.